# 田村市郎
田村 市郎（たむら いちろう、慶応2年1月17日（1866年3月3日） - 1951年11月28日）は、日本の実業家。久原鉱業所を設立した久原房之助は実弟。

## 来歴・人物
藤田庄三郎こと久原庄三郎の次男として、現在の山口県萩市に生まれた。久原庄三郎は藤田財閥の総帥である藤田伝三郎の実兄である。
明治28年（1895年）に母方の田村家を継ぐ。田村は釜山で田村商店を開いて海産物の仲買やスケトウダラの肝油製造を試みていたが、そのうちトロール漁業に着目し明治41年（1908年）に大阪鉄工所で岡十郎らと国産初の鋼製トロール漁船第一丸を建造し瀬戸内海で試験操業を開始した。（トロール漁業が初めて日本で実施されたのは明治38年（1905年）。奥田亀造が木造トロール汽船を用いたが失敗に終わっている。鋼製トロール汽船の導入としては明治41年（1908年）田村・岡の少し前に倉場富三郎がイギリス製の鋼製トロール汽船を購入しイギリス人漁労長を用いた記録がある。）
明治43年（1910年）北洋漁業の一井組（大正3年（1914年）より日魯漁業）を創立。明治44年（1911年）5月には田村汽船漁業部を下関に設立、鮎川義介の従姉の子である国司浩助らとトロール漁業を推進した。第一次世界大戦による船舶需要を予想し島徳蔵に日魯漁業を譲渡し、その金で久原と500万円かけて大正4年（1915年）12月日本汽船合資会社設立。大阪鉄工所(日立造船)を買収し造船で巨額の利を得た。大正6年（1917年）6月久原主導で下松計画が発表されるもアメリカ政府の鉄鋼材輸出禁止措置により頓挫。(このとき建設中の下松造船所は日本汽船笠戸造船所に転用されるが第一次世界大戦終結で船舶需要も一服すると日本汽船は休眠会社となり小平浪平の温情で日立製作所笠戸事業所に転用された。)
大正6年（1917年）共同漁業の株式の大半を取得。大正8年（1919年）9月共同漁業株式会社に田村汽船漁業部を吸収。昭和4年（1929年）12月戸畑に事業拠点を移し製氷、冷蔵・冷凍、加工、流通、販売の機能を備える水産物供給拠点として事業拡大していった。さらに鮎川義介の日本産業傘下で南氷洋捕鯨を開始していた日本捕鯨株式会社・日本合同工船・日本食料工業と合併し、昭和12年（1937年）3月には日本水産株式会社に改組。戦時中の水産統制令による日本海洋漁業統制株式会社改組を経て、戦後再び日本水産を総合水産会社として躍進させた。